# فرانسوا بيرفيس
فرانسوا "فرانك" بيرفيس (مواليد 16 أكتوبر 1984)  هو دراج يحمل الجنيسة الفرنسية. وهو بطل العالم السابق للناشئين في سباق السرعة الجماعي. وفاز ببطولة أوروبا تحت 23 عامًا مرتين، بالإضافة إلى كونه بطل العالم سبع مرات وحامل رقمين قياسيين عالميين. في عام 2014، أصبح أول دراج-مضمار يفوز بثلاثة ألقاب عالمية فردية في بطولة واحدة، في الكيرين، فئة 1كم وسباق.

## سيرته الشخصية
انضم فرانك إلى ناديه الأول لركوب الدراجات، فيلوس كلوب دي شاتو قونتيير Véloce Club de Château Gontier، في عام 1996. و انخرط في ركوب الدراجات على الطرق والجبل وركوب الدراجات الهوائية والمسار عندما كان صغيراً وبدأ التركيز على المضمار باعتباره متسابقًا مبتدئًا.